# Drepanofoda
Drepanofoda là một chi bướm đêm thuộc họ Erebidae.